# Sporidesmium ensiforme
Sporidesmium ensiforme är en svampart som beskrevs av Descals 1982. Sporidesmium ensiforme ingår i släktet Sporidesmium, ordningen Pleosporales, klassen Dothideomycetes, divisionen sporsäcksvampar och riket svampar.   Inga underarter finns listade i Catalogue of Life.